# Bohemian Rhapsody (bande originale)
Pour les articles homonymes, voir Bohemian Rhapsody.
Pour le film dont est issue la bande originale, voir Bohemian Rhapsody (film).
Albums de Queen
Queen Forever
(2014)
Bohemian Rhapsody est la bande originale du film du même nom, sortie en 2018.

## Accueil critique et commercial
L'album s'est vendu à plus de 4 million d'exemplaires dans le monde, .
Sortie en France le 19/10/2018,l'album est certifié disque de Platine (100 000 exemplaires) .
La BO remporte l' American Music Award for Top Soundtrack 2019[réf. souhaitée].

## Titres
| Liste des titres | Liste des titres                                           | Liste des titres   | Liste des titres       | Liste des titres | Liste des titres | Liste des titres | Liste des titres | Liste des titres | Liste des titres |
| No               | Titre                                                      | Auteur             | Interprètes            | Durée            |                  |                  |                  |                  |                  |
| ---------------- | ---------------------------------------------------------- | ------------------ | ---------------------- | ---------------- | ---------------- | ---------------- | ---------------- | ---------------- | ---------------- |
| 1.               | 20th Century Fox Fanfare                                   | Alfred Newman      | Brian May Roger Taylor | 0:25             |                  |                  |                  |                  |                  |
| 2.               | Somebody to Love (version 2011 remastérisée)               | Freddie Mercury    | Queen                  | 4:56             |                  |                  |                  |                  |                  |
| 3.               | Doing All Right (Revisited)                                | May, Tim Staffell  | Smile                  | 3:17             |                  |                  |                  |                  |                  |
| 4.               | Keep Yourself Alive (Live at the Rainbow)                  | May                | Queen                  | 3:56             |                  |                  |                  |                  |                  |
| 5.               | Killer Queen (version 2011 remastérisée)                   | Mercury            | Queen                  | 2:59             |                  |                  |                  |                  |                  |
| 6.               | Fat Bottomed Girls (Live in Paris)                         | May                | Queen                  | 4:38             |                  |                  |                  |                  |                  |
| 7.               | Bohemian Rhapsody (version 2011 remastérisée)              | Mercury            | Queen                  | 5:55             |                  |                  |                  |                  |                  |
| 8.               | Now I'm Here (Live at Hammersmith Odeon)                   | May                | Queen                  | 4:26             |                  |                  |                  |                  |                  |
| 9.               | Crazy Little Thing Called Love (version 2011 remastérisée) | Mercury            | Queen                  | 2:43             |                  |                  |                  |                  |                  |
| 10.              | Love of My Life (Live in Rio)                              | Mercury            | Queen                  | 4:29             |                  |                  |                  |                  |                  |
| 11.              | We Will Rock You (Movie Mix)                               | May                | Queen                  | 2:09             |                  |                  |                  |                  |                  |
| 12.              | Another One Bites the Dust (version 2011 remastérisée)     | John Deacon        | Queen                  | 3:35             |                  |                  |                  |                  |                  |
| 13.              | I Want to Break Free                                       | Deacon             | Queen                  | 3:43             |                  |                  |                  |                  |                  |
| 14.              | Under Pressure                                             | Queen, David Bowie | Queen & David Bowie    | 4:04             |                  |                  |                  |                  |                  |
| 15.              | Who Wants to Live Forever (version 2011 remastérisée)      | May                | Queen                  | 5:15             |                  |                  |                  |                  |                  |
| 16.              | Bohemian Rhapsody (Live Aid)                               | Mercury            | Queen                  | 2:28             |                  |                  |                  |                  |                  |
| 17.              | Radio Ga Ga (Live Aid)                                     | Taylor             | Queen                  | 4:06             |                  |                  |                  |                  |                  |
| 18.              | Ay-Oh (Live Aid)                                           | Mercury            | Queen                  | 0:41             |                  |                  |                  |                  |                  |
| 19.              | Hammer to Fall (Live Aid)                                  | May                | Queen                  | 4:04             |                  |                  |                  |                  |                  |
| 20.              | We Are the Champions (Live Aid)                            | Mercury            | Queen                  | 3:57             |                  |                  |                  |                  |                  |
| 21.              | Don't Stop Me Now (Revisited)                              | Mercury            | Queen                  | 3:38             |                  |                  |                  |                  |                  |
| 22.              | The Show Must Go On (version 2011 remastérisée)            | Queen              | Queen                  | 4:32             |                  |                  |                  |                  |                  |
| 79:44            |                                                            |                    |                        |                  |                  |                  |                  |                  |                  |

## Classements et certifications
| Classement (2018-19)               | Meilleure place |
| ---------------------------------- | --------------- |
| Allemagne (Media Control AG)       | 8               |
| Australie (ARIA)                   | 1               |
| Autriche (Ö3 Austria Top 40)       | 7               |
| Belgique (Flandre Ultratop)        | 5               |
| Belgique (Wallonie Ultratop)       | 3               |
| Canada (Canadian Albums)           | 3               |
| Danemark (Hitlisten)               | 11              |
| Espagne (PROMUSICAE)               | 4               |
| États-Unis (Billboard 200)         | 2               |
| États-Unis (Top Rock Albums)       | 1               |
| Finlande (Suomen virallinen lista) | 19              |
| France (SNEP Megafusion)           | 7               |
| France (SNEP Téléchargement)       | 4               |
| France (SNEP Physique)             | 6               |
| Grèce (IFPI)                       | 1               |
| Hongrie (Mahasz)                   | 10              |
| Irlande (IRMA)                     | 2               |
| Italie (FIMI)                      | 3               |
| Japon (Oricon)                     | 1               |
| Mexique (AMPROFON)                 | 1               |
| Nouvelle-Zélande (RMNZ)            | 2               |
| Norvège (VG-lista)                 | 14              |
| Pays-Bas (Mega Album Top 100)      | 4               |
| Pologne (ZPAV)                     | 10              |
| Portugal (AFP)                     | 4               |
| Écosse (OCC)                       | 4               |
| Corée du Sud (Gaon)                | 8               |
| Tchéquie (IFPI)                    | 1               |
| Suède (Sverigetopplistan)          | 21              |
| Suisse (Schweizer Hitparade)       | 2               |
| Royaume-Uni (UK Albums Chart)      | 3               |
| Monde (Global Media Charts)        | 2               |

| Région                                                                                                 | Certification | Ventes/Streams |
| --- | ------------- | -------------- |
| France (SNEP)                                                                                          | Platine       | 100 000*       |
| Australie (ARIA)                                                                                       | Platine       | 70 000^        |
| Belgique (BEA)                                                                                         | Or            | 15 000*        |
| Canada (Music Canada)                                                                                  | Or            | 40 000^        |
| Danemark (IFPI)                                                                                        | Or            | 10 000^        |
| Italie (FIMI)                                                                                          | Or            | 25 000*        |
| Japon (RIAJ)                                                                                           | Platine       | 250 000^       |
| Nouvelle-Zélande (RMNZ)                                                                                | Platine       | 15 000^        |
| Pologne (ZPAV)                                                                                         | Or            | 10 000*        |
| Espagne (PME)                                                                                          | Or            | 20 000^        |
| Royaume-Uni (BPI)                                                                                      | Platine       | 300 000^       |
| *Ventes selon la certification ^Mise en rayon selon la certification xNon précisé par la certification |               |                |